# Jessica Roberts
Jessica Roberts (ur. 11 kwietnia 1999 w Carmarthen) – brytyjska kolarka torowa i szosowa, brązowa medalistka mistrzostw świata.

## Kariera
Pierwsze medale w karierze zdobyła w 2016 roku, kiedy zajęła trzecie miejsce w drużynowym wyścigu na dochodzenie i omnium podczas mistrzostw Europy juniorów w Montichiari, a na mistrzostwach świata juniorów w Aigle była druga w wyścigu punktowym. Na rozgrywanych dwa lata później mistrzostwach Europy U-23 w Aigle była druga w madisonie i drużynowym wyścigu na dochodzenie. W 2019 roku wystąpiła na igrzyskach europejskich w Mińsku, zdobywając złoto w madisonie i srebro w drużynowym wyścigu na dochodzenie. Na mistrzostwach świata w Yvelines w 2022 roku wywalczyła brązowy medal w scratchu, gdzie wyprzedziły ją tylko Włoszka Martina Fidanza i Maike van der Duin z Holandii. W tym samym roku była druga w scratchu podczas mistrzostw Europy w Monachium, przegrywając jedynie z Norweżką Anitą Stenberg.